# Dmytro Savyc'kyj
Dmytro Savyc'kyj (in ucraino Дмитро Савицький?; 14 dicembre 1990) è un pesista ucraino.

## Palmarès
| Anno | Manifestazione    | Sede      | Evento           | Risultato | Misura  | Note |
| ---- | ----------------- | --------- | ---------------- | --------- | ------- | ---- |
| 2007 | Mondiali allievi  | Ostrava   | Getto del peso   | Bronzo    | 20,15 m |      |
| 2007 | Mondiali allievi  | Ostrava   | Lancio del disco | 16º       | 51,49 m |      |
| 2008 | Mondiali juniores | Bydgoszcz | Getto del peso   | 17º       | 18,31 m |      |
| 2009 | Europei juniores  | Novi Sad  | Getto del peso   | 9º        | 18,08 m |      |
| 2011 | Europei under 23  | Ostrava   | Getto del peso   | Argento   | 19,18 m |      |
| 2012 | Europei           | Helsinki  | Getto del peso   | 10º       | 19,30 m |      |

## Campionati nazionali
- 1 titolo nazionale assoluto indoor nel getto del peso (2013)